# Stilleben med lökar
Stilleben med lökar (franska: Nature morte aux oignons) är en oljemålning av den franske konstnären Paul Cézanne från 1896–1898. Målningen är utställd på Musée d'Orsay i Paris. 
Cézanne var känd som stillebenmålare. Dessa vardagliga motiv passade såväl Cézannes karaktär som hans sätt att arbeta. Cézanne målade över dussinet stilleben, de flesta på 1890-talet. Han målade även blomsterstilleben.

## Andra stilleben av Paul Cézanne

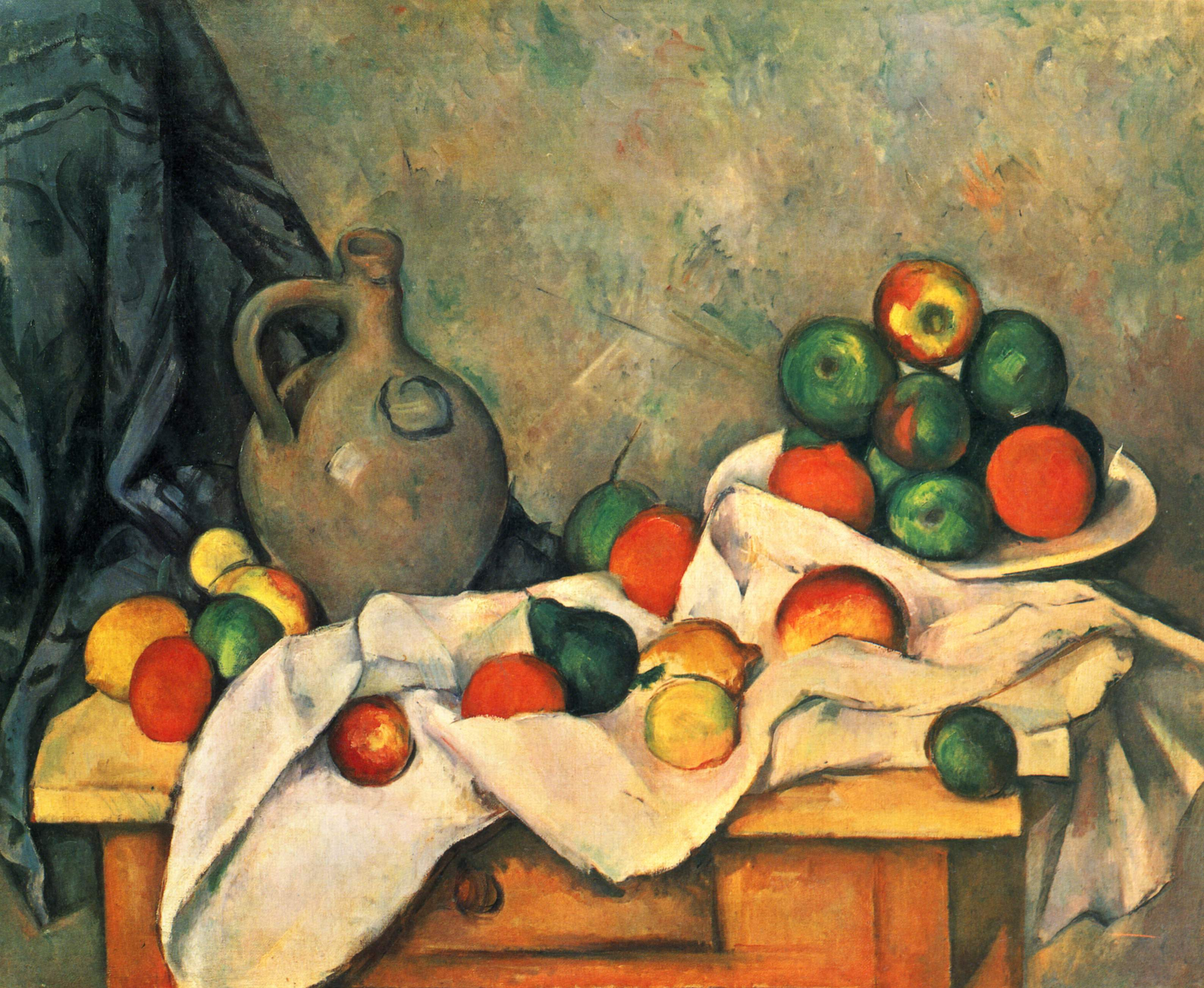
Rideau, Cruchon et Compotier (1893–1894). Privat ägo. Den såldes för 60 miljoner dollar vilket gör den till den dyraste stillebenmålningen någonsin.
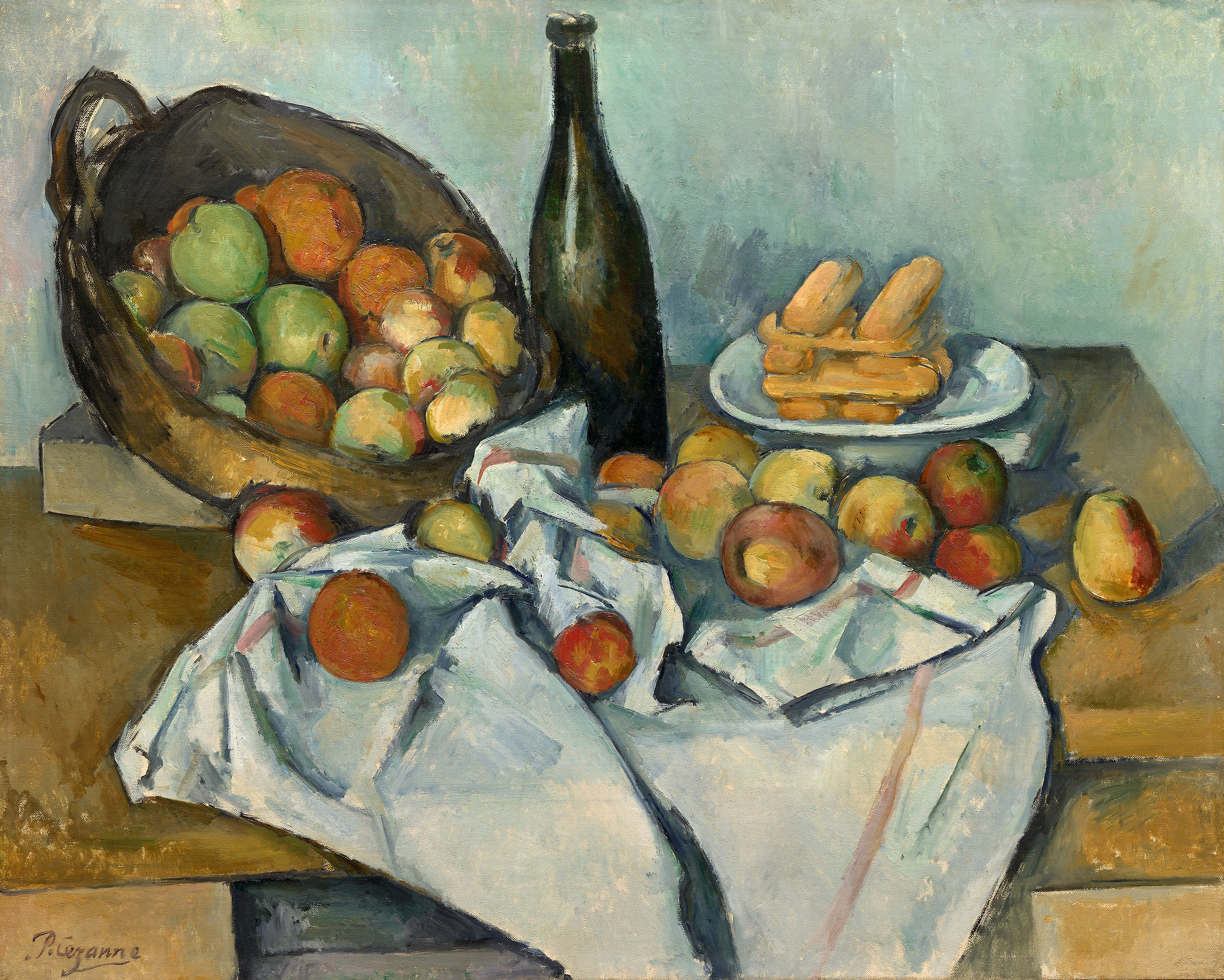
Le panier de pommes (1893) på Art Institute of Chicago.
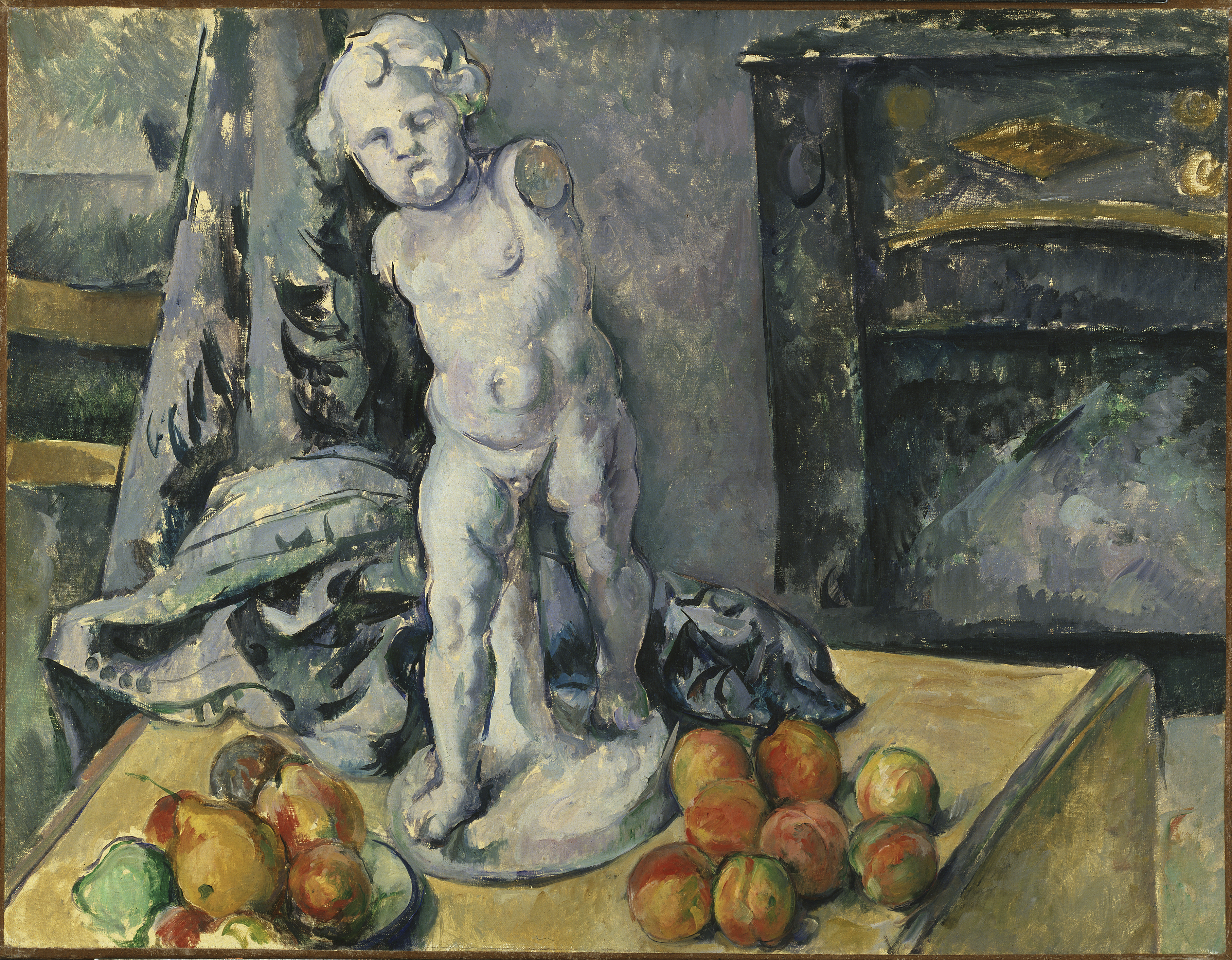
Stilleben med statyett (1894–1895) på Nationalmuseum.